# میثم علی‌پور (والیبال نشسته)
میثم علی‌پور یک بازیکن والیبال نشسته اهل ایران است.

## زندگی‌نامه
علی‌پور متولد خردادماه سال ۱۳۶۸ در استان گیلان و شهر بندرانزلی است که در سال ۱۳۸۶ در سانحه تصادف دچار معلولیت شد. او به دلیل علاقه زیادی که به رشته والیبال داشت، از سال ۱۳۸۷ فعالیت ورزشی خود را در این رشته آغاز کرد.

## افتخارات
وی به همراه تیم ملی والیبال نشسته ایران برای شرکت در بازی‌های پارالمپیک تابستانی ۲۰۱۶ عازم ریودوژانیرو برزیل شد و توانست با شکست بوسنی و هرزگوین در دیدار نهایی به مقام قهرمانی مسابقات و نشان طلا دست یابد.